# Fülldraht

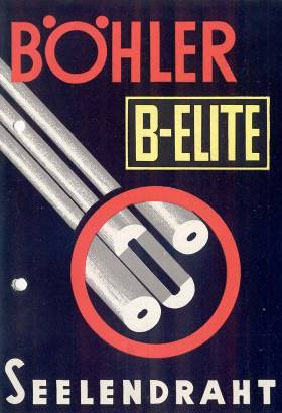
Fülldraht

Fülldraht (auch Seelendraht; englisch: flux-cored wire) ist ein gefüllter Röhrchendraht für Fülldrahtschweißgeräte. Er wird im teilmechanischen Lichtbogenschweißen über einen Vorschubmotor mit veränderbarer Geschwindigkeit kontinuierlich dem Schmelzbad zugeführt.
Zum Fülldrahtschweißverfahren siehe Hauptartikel Schweißen

## Herstellung
Die Herstellung des Drahtes erfolgt durch Kaltumformung eines Flachbandes, das als Umhüllungsmaterial dient. An einer der Fertigungsstationen wird das Band U-förmig gebogen. In einem weiteren Schritt wird die pulverförmige Füllung eingebracht. An weiteren Stationen erfolgt die Schließung des Bandes sowie die Kalibrierung auf Endmaß.

## Geschichte
Zu Beginn der 1920er Jahre gab es noch keine Schweißtechnik im heutigen Sinn. Die Eisen- und Stahlteile, die man damals meist autogen mit blanken Drähten zusammenfügte, entsprachen in Festigkeitseigenschaften und Schweißverhalten in keiner Weise den heutigen Anforderungen.
Der von Franz Leitner, dem Chef des von Albert Böhler gegründeten Stahlwerks der späteren Firma Böhler-Uddeholm, im Jahr 1927 erfundene Seelendraht brachte den Durchbruch in der Schweißtechnik. Nach dem heute bekannten Fülldrahtprinzip befand sich innerhalb eines Stahlmantels ein Flussmittel, das die Schweißeigenschaften im Lichtbogen positiv und stabilisierend beeinflusste.

## Normung
Fülldrahtelektroden sind in der ISO 17632 Schweißzusätze – Fülldrahtelektroden zum Metall-Lichtbogenschweißen mit und ohne Schutzgas von unlegierten Stählen und Feinkornstählen – Einteilung genormt. Diese ist als EN ISO 17632 übernommen, in Deutschland als DIN EN ISO 17632, in Österreich als OENORM EN ISO 17632 und in der Schweiz als SN EN ISO 17632 eingeführt.

## Anwendung
Fülldraht wird mit Fülldrahtschweißgeräten verwendet, die ohne weitere Gasflaschen, nur mit einer Stromquelle auskommen. Der Fülldraht wird mit einem Vorschubmotor, der im Schweißgerät verbaut ist, im Schweißpaket vorgeschoben. Somit können dann je nach eingestellter Stromstärke des Schweißgeräts Materialstärken etwa von 0,6 bis zu 12 Millimetern geschweißt werden. Es können damit die meisten Kohlenstoffstähle, rostfreien Stähle, Gusseisen und Puffer- oder Auftragschweißlegierungen geschweißt werden. Nichteisenhaltige Metalle, wie z. B. Aluminium, können jedoch nicht mit dieser Schweißtechnik geschweißt werden. Edelstahl kann geschweißt werden, jedoch ist spezieller Fülldraht zum Edelstahlschweißen erforderlich.